# グランディ郡 (テネシー州)
グランディ郡（英: Grundy County）は、アメリカ合衆国テネシー州の南部に位置する郡である。2010年国勢調査での人口は13,703人であり、2000年の14,332人から4.4%減少した。郡庁所在地はアルタモント町（人口1,045人）であり、同郡で人口最大の都市はグルエットリ・ラーガー市（人口1,813人）である。郡名はアメリカ合衆国司法長官を務めたフェリックス・グランディに因んで名付けられた。

## 歴史
グランディ郡には幾つかの硝石鉱山があった。硝石は弾薬の主成分であり、洞穴の土を濾して得られた。ファルツ硝石洞窟はファルツコーブにあり、ハバード硝石洞窟はハバードコーブにある。どちらもかなりの採掘が行われた。ウッドリー洞窟はノースカッツコーブにあり、やはり硝石の採掘が行われた。硝石は米英戦争と南北戦争のときに採掘され、洞窟によってはそのどちらかの時代、あるいは双方で採掘された。

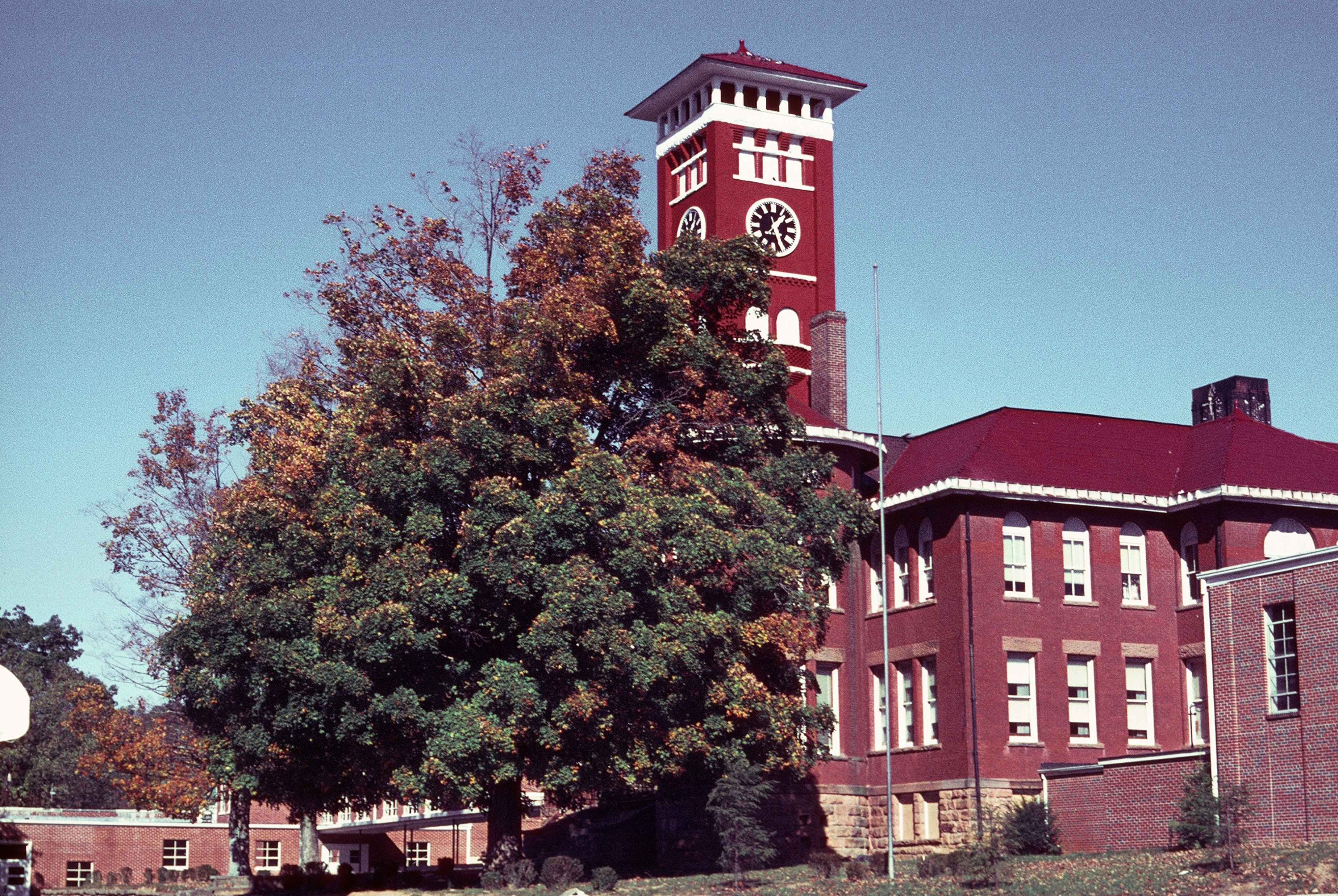
ジェイムズ・K・シュック学校、グランディ郡で放火によって焼かれた多くの建物の1つ

グランディ郡は放火が多いことで知られてきた。トレイシーシティの事業地区は1935年4月27日の強風の日に、火事で10棟の建物が焼失し、壊滅状態になった。トレイシーシティL&N鉄道駅は建設から1世紀後の1971年8月24日に焼失した。保安官は1971年にそれ以前の火事21件が放火による疑いが濃いと報告した。ジェイムズ・K・シュック学校は建設から86年を経た1976年5月頃に火事で焼けた。新聞社も例外ではなかった。グランディ・カウンティ・タイムズは1917年に焼け、ヘラルドの事務所は1967年に爆発し、1978年には放火で破壊された。グランディ郡庁舎は建設後105年の1990年5月3日に放火で焼失した。
破壊者によってはダイナマイトを使っている。1960年代から1970年代、4件のダイナマイト爆発で、浄水場、木材置場、病院を破壊、または損傷させた。廃校になっていた郡の学校の場合は、保険金の取得が困難になっている。当時の教育監督官グレン・ボナーは「校舎が空き家になった途端に、ボーンだ!」と語った。
テネシー州捜査局のビル・トンプソンはこれらの犯罪などについて問われたとき、「グランディ郡に他の田園部郡と大した違いがあるとは言えない。ここには多くの善良な人々がいる」と語って、問題をやり過ごした。

## 地理
アメリカ合衆国国勢調査局に拠れば、郡域全面積は361平方マイル (935.0 km2)であり、このうち陸地361平方マイル (934 km2)、水域は1平方マイル (2 km2)で水域率は0.16%である。

### 特徴的な地形
郡内には美しい景観と多様さで有名なファイアリ・ギザード・トレイルの多くが入っている。
ワンダー洞窟はカンバーランド高原の麓、レインズコーブの北側にある。1897年にロバート・A・ネルソン、メルビル・アンダーソン、ウィル・フィッツジェラルドが発見した。彼らは大きくよく知られた泉に隣接する小さな入り口から這って入った。1898年、この洞窟をR・M・ペインが買収し、入り口を広げ、道を造り商業洞窟として一般に公開した。ワンダー洞窟は80年間近くも観光地になっていたが、州間高速道路の建設により、古い幹線道だった州道41号線から観光客が外れ、洞窟も閉鎖された。

### 隣接する郡
- ウォーレン郡 - 北
- シクアッチー郡 - 東
- マリオン郡 - 南
- フランクリン郡 - 南西
- コーフィ郡 - 西

## 人口動態

人口ピラミッド

以下は2000年の国勢調査による人口統計データである。
| 基礎データ - 人口: 14,332人 - 世帯数: 5,562 世帯 - 家族数: 4,054 家族 - 人口密度: 15人/km2（40人/mi2） - 住居数: 6,282軒 - 住居密度: 7軒/km2（17軒/mi2） 人種別人口構成 - 白人: 98.33% - アフリカン・アメリカン: 0.14% - ネイティブ・アメリカン: 0.30% - アジア人: 0.17% - その他の人種: 0.35% - 混血: 0.71% - ヒスパニック・ラテン系: 0.98% | 年齢別人口構成 - 18歳未満: 25.1% - 18-24歳: 9.0% - 25-44歳: 27.8% - 45-64歳: 24.1% - 65歳以上: 14.0% - 年齢の中央値: 37歳 - 性比（女性100人あたり男性の人口） - 総人口: 96.7 - 18歳以上: 94.3 世帯と家族（対世帯数） - 18歳未満の子供がいる: 33.4% - 結婚・同居している夫婦: 56.6% - 未婚・離婚・死別女性が世帯主: 12.0% - 非家族世帯: 27.1% - 単身世帯: 24.0% - 65歳以上の老人1人暮らし: 10.2% - 平均構成人数 - 世帯: 2.54人 - 家族: 3.01人 | 収入と家計 - 収入の中央値 - 世帯: 22,959米ドル - 家族: 27,691米ドル - 性別 - 男性: 27,063米ドル - 女性: 17,447米ドル - 人口1人あたり収入: 12,039米ドル - 貧困線以下 - 対人口: 25.8% - 対家族数: 22.6% - 18歳未満: 31.5% - 65歳以上: 23.6% |

## 都市と町
| - アルタモント - 郡庁所在地 - ビアシェバスプリングス - コールモント | - グルエットリ・ラーガー - モントイーグル（フランクリン郡とマリオン郡にも跨る） - パーマー | - トレイシーシティ |

### 未編入の町
| - ベイカータウンBarkertown (Barker's Cove) - コリンズCollins - カンバーランドハイツCumberland Heights - ドッグタウンDogtown | - エルクリバー・バレー - エルクヘッドElkhead - マウンテンビュー - ペラムPelham - ピードモントPiedmont - プロビデンス - バレーホーム | - フラットブランチFlat Branch - ヒクソンHixon - ホブスヒルHobbs Hill - マウントオリーブMount Olive - パードン - サンダースクロッシング | - スウィートンヒル - サマーフィールドSummerfield - タールトン - テイツビル - トーベットTorbet - ホワイトシティ |